# Monika Bronkowska
Monika Barbara Bronkowska – polska inżynier, profesor nauk rolniczych.

## Życiorys
W 1997 ukończyła studia technologii żywności i żywienia człowieka w Akademii Rolniczej we Wrocławiu, w 2003 obroniła pracę doktorską pt. Ocena sposobu żywienia 35-45 letnich kobiet z Dolnego Śląska w aspekcie zagrożenia chorobami układu krążenia, której promotorem była prof. Alicja Żechałko-Czajkowska, w 2013  habilitowała się na podstawie pracy zatytułowanej Badanie wzorów żywienia osób zdrowych oraz obciążonych otyłością i jej wybranymi powikłaniami w aspekcie stanu odżywienia. W 2020 uzyskała tytuł profesora nauk rolniczych.
Pracowała w Państwowej Wyższej Szkole Zawodowej im. Witelona w Legnicy i na Uniwersytecie Przyrodniczym we Wrocławiu. Jest zatrudniona na Wydziale Nauk o Zdrowiu Uniwersytetu Opolskiego.
Została członkiem Komisji Dietetyki, Komitetu Nauki o Żywieniu Człowieka Polskiej Akademii Nauk.
Jest specjalistą Komitetu Nauki o Żywieniu Człowieka PAN.